# Andrzej Żbikowski
Andrzej Żbikowski (ur. 20 października 1953 w Warszawie) – polski historyk, profesor nauk humanistycznych, profesor nadzwyczajny w Studium Europy Wschodniej Uniwersytetu Warszawskiego. Pracownik Żydowskiego Instytutu Historycznego w Warszawie, w którym kieruje badaniami nad najnowszymi dziejami polskich Żydów.

## Życiorys
W 1977 ukończył studia historyczne na Uniwersytecie Warszawskim, broniąc pracę magisterską pt. Ormianie lwowscy w XIV i XV wieku, napisaną pod kierunkiem Mariana Małowista. W 1993 na Wydziale Historycznym Uniwersytetu Warszawskiego uzyskał stopień doktora nauk humanistycznych w zakresie historii na podstawie rozprawy pt. Żydzi krakowscy i ich gmina 1869−1919. W 2006 otrzymał na Wydziale Historycznym UW stopień doktora habilitowanego w oparciu o dorobek naukowy i rozprawę pt. U genezy Jedwabnego. Żydzi na Kresach Północno-Wschodnich II Rzeczypospolitej, wrzesień 1939 – lipiec 1941. W 2013 otrzymał tytuł naukowy profesora nauk humanistycznych.
Od 1985 jest pracownikiem naukowym Żydowskiego Instytutu Historycznego, gdzie w latach 2007–2008 pełnił funkcję wicedyrektora ds. nauki, edukacji i publikacji. Jest także pracownikiem Centrum Badań nad Zagładą Żydów.
Odbył staże naukowe w Institut für die Wissenschaften vom Menschen w Wiedniu, Instytucie Jad Waszem w Jerozolimie, United States Holocaust Memorial Museum w Waszyngtonie, Instytucie im. Szymona Dubnowa w Lipsku i Fundacji Pamięci Szoa w Paryżu. Był profesorem Akademii Humanistycznej w Pułtusku oraz głównym specjalistą w Biurze Edukacji Publicznej IPN. 

## Wybrane publikacje
- 2011: Karski (historia życia Jana Karskiego w oparciu o kontekst Państwa Podziemnego w latach 1939–1945)
- 2010: (współautor) Atlas historii Żydów polskich
- 2009: (edycja) Raport Juergena Stroopa – Żydowska dzielnica mieszkaniowa w Warszawie już nie istnieje!
- 2009: (współautor) Wysiedlenia, wypędzenia i ucieczki 1939-1945. Atlas ziem Polski
- 2006: U genezy Jedwabnego. Żydzi na kresach Północno-Wschodnich II Rzeczypospolitej – wrzesień 1939–lipiec 1941
- 2006: Polacy i Żydzi pod okupacją niemiecką 1939-1945. Studia i materiały
- 2005: Pamięć, Historia Żydów Polskich przed, w czasie i po Zagładzie (wraz z Barbarą Engelking-Boni, Feliksem Tychem i Jolantą Żyndul)
- 2002: Archiwum Ringelbluma. Relacje z Kresów Wschodnich RP (tom III kompletnej edycji Archiwum Ringelbluma)
- 2001: (edycja) Friedrich Katzmann, Rozwiązanie kwestii żydowskiej w dystrykcie Galicja
- 2001: Żydzi w Polsce. Leksykon (wraz z J. Tomaszewskim)
- 1997: Żydzi. Antysemityzm. Holocaust
- 1997: Żydzi
- 1994: Ideologia antysemicka w Polsce 1848-1918
- 1994: Żydzi krakowscy i ich gmina 1868-1918